# Ilmajärvi (sjö i Päijänne-Tavastland)
Ilmajärvi är en sjö i Finland. Den ligger i kommunen Heinola i landskapet Päijänne-Tavastland, i den södra delen av landet, 150 km nordost om huvudstaden Helsingfors. Ilmajärvi ligger 87,9 meter över havet. I omgivningarna runt Ilmajärvi växer i huvudsak blandskog. Arean är 54,9 hektar och strandlinjen är 6,2 kilometer lång. Sjön  ingår i Kymmene älvs huvudavrinningsområde. 